# توماس هاجکین
توماس هاجکین (انگلیسی: Thomas Hodgkin؛ ۱۷ اوت ۱۷۹۸ – ۵ آوریل ۱۸۶۶) پزشک بریتانیایی بود که از برجسته‌ترین آسیب‌شناسان عصر خود به‌شمار می‌رفت. او از پیشگامان پیشگیری پزشکی بود. بیماری لنفوم هاجکین نامش را از او گرفته که در سال ۱۸۳۲ آن را برای نخستین بار شرح داد.

## زندگی اولیه
توماس هاجکین فرزند جان هاجکین در خانواده ای کوئیکر در پنتونویل به دنیا آمد. به همراه برادرش تحت تعلیم خصوصی قرار گرفت و در سال 1816 به عنوان منشی خصوصی ویلیام آلن شروع به کار کرد.